# Waking Ashland
Waking Ashland was een Amerikaanse rockband uit San Diego (Californië). Opgericht in 2003, werden ze gecontracteerd door Tooth & Nail Records en Immortal Records. In totaal bracht de band twee ep's en twee volledige albums uit, voordat ze in 2007 werden ontbonden. Hun laatste bezetting bestond uit zanger/toetsenist Jonathan Jones, gitarist Ryan Lallier, bassist Nate Harold en drummer Tim Very.

## Bezetting
Laatste bezetting
- Jonathan Jones (leadzang, keyboards, piano)
- Ryan Lallier (gitaar)
- Nate Harold (basgitaar)
- Tim Very (drums)

Voormalige leden
- Andrew Grosse (basgitaar)
- Thomas Lee (drums)
- Nick Rucker (gitaar)
- Derek Vaughn (basgitaar)
- Robert Teegarden (basgitaar)
- Clayton Boek (gitaar)
- Brandon Beebe (gitaar)

## Geschiedenis
Waking Ashland werd in november 2003 opgericht door zanger/toetsenist Jonathan Jones, gitarist Ryan Lallier, Clayton Boek en drummer Thomas Lee. Robert Teegarden, een vriend van de band, hielp tijdelijk mee om de vacante positie op de basgitaar te vullen. De bandnaam komt voort uit het aspect van het verbinden van mensen door middel van muziek, gecombineerd met een verwijzing naar de stad Ashland (Oregon). Beïnvloed door uiteenlopende acts als Joe Jackson, Coldplay, The Pixies en Hüsker Dü combineerde Waking Ashland emotionele pianomelodieën met sonische vervormingsgitaren, waardoor een uniek geluid in hun genre ontstond.
Begin 2004 namen ze zelf op en brachten ze hun debuut-ep I Am for You uit. Tegelijkertijd werd de bezetting aangevuld door gitarist Nick Rucker en bassist Derek Vaughn, ter vervanging van Teegarden. De twee verlieten de band echter al snel en er werd een permanente bassist gevonden in Andrew Grosse, de voormalige bandmaat van frontman Jones in hun christelijke schoolband Formula316. Zonder distributie van platenlabels en uitsluitend via mond-tot-mondreclame, was de eerste oplage van 1.000 exemplaren van de cd (alleen verkrijgbaar via de website van de band en tijdens hun concerten) binnen een maand uitverkocht. Tot op heden heeft de cd met zes nummers meer dan 10.000 exemplaren verkocht. Het succes zorgde ervoor dat ze stopten met studeren om een carrière in de muziekindustrie na te streven. Als gevolg van hun constante tournees en - als gevolg van gelukkige omstandigheden - hun deelname aan Warped Tour in 2004, verspreidde het woord zich snel en trok het de aandacht van verschillende platenlabels, waaronder Tooth & Nail Records, de thuisbasis van bands als Further Seems Forever, Mae en Underoath. Tooth & Nail contracteerde Waking Ashland en bracht hun eerste volledige album Composure uit - geproduceerd door Lou Giordano - in mei 2005. Het album verkocht 2.400 exemplaren binnen de eerste week van verkoop en debuteerde op #19 in de Nielsen SoundScan's Alternative New Artist hitlijst en op #53 in de Top New Artist Album hitlijst. Het album bereikte ook #29 in de Billboard Top Christian Albums hitlijst.
Op 5 september 2005 maakte een verklaring op de website van de band bekend dat Grosse en Lee de band hadden verlaten vanwege interne conflicten. Tijdelijke toerende leden waren drummers Joe Greenetz van Sherwood en Rob Lynch van Harris, evenals bassisten Jon Sullivan van Jack's Mannequin en Trevor Sellers van Number One Gun. Op 8 februari 2006 bracht Waking Ashland de ep Telescopes uit met negen nummers, alleen in Japan. Immortal Records heeft op 13 juni 2006 Telescopes in de Verenigde Staten uitgebracht. De Japanse publicatie had twee bonustracks: akoestische versies van October Skies en I Am For You van Composure. Terwijl de publicatie sessiemuzikanten bevatte ter ondersteuning van Jones en Lallier, werd uiteindelijk een permanente ritmesectie aangekondigd in een blog op het MySpace-profiel van de band als Nate Harold en Tim Very.
Een deel van het succes van de band kan worden toegeschreven aan hun pagina's op MySpace en PureVolume. Vanaf september 2006 zijn de nummers van Waking Ashland meer dan 1,3 miljoen keer gespeeld op MySpace en meer dan 1,2 miljoen keer op PureVolume. Hun nummer I Am for You verscheen op de eerste MySpace Records-compilatie en de Drive Thru Records/PureVolume-compilatie Bands You Love, Have Heard of, Should Should Know. Het tweede album The Well van Waking Ashland werd op 17 april 2007 door Immortal Records uitgebracht. Op 9 juli 2007 kondigde Jones op hun MySpace-pagina aan dat de band uit elkaar was gegaan, daarbij verwijzend naar onoverbrugbare verschillen. Jones werkt momenteel samen met zijn nieuw geformeerde band We Shot the Moon, bestaande uit hem en Trevor Faris (drums), Nathan Miller (gitaar), Jason DeLaTorre (gitaar) en Adam Lovell (bas). Jones en Lallier werken momenteel ook aan soloprojecten. In augustus 2010 kwam de band weer bij elkaar om drie reünieconcerten te spelen.

## Discografie
Albums
- 2005: Composure
- 2007: The Well

Ep's
- 2004: I Am for You
- 2006: Telescopes

Singles
- I Am for You
- Hands on Deck
- Julian
- Your Intentions

Compilaties
- 2006: Nano-Mugen Compilation 2006